# Bosque de Vincennes
El bosque de Vincennes (en francés: Bois de Vincennes) es un parque de París, Francia. Está situado al este de la ciudad, en el XII Distrito, y toda su superficie forma parte del municipio parisino. Dio nombre a la ciudad de Vincennes, que se sitúa a su límite septentrional.
Con una superficie de 995 hectáreas, el bosque de Vincennes es el mayor espacio verde parisiense.

## Localización
- Se puede llegar por el metro de París por las estaciones de Porte Dorée, Porte de Charenton, Liberté y Château de Vincennes.
- Estaciones de cercanías del RER de Vincennes, Fontenay-sous-Bois, Nogent y Joinville.

## Historia
El bosque de Vincennes tiene su origen en un terreno de caza para uso exclusivo de los reyes de Francia, constituido como tal bajo el reinado de Felipe Augusto. Se construyeron varios parques reales en la proximidad (incluido el castillo de Vincennes), antes de que el bosque estuviera acondicionado para el paseo, bajo el reinado de Luis XV. Según la leyenda, es en este bosque en el que San Luis había considerado volver a administrar la justicia bajo un roble.
Durante la Fronda del parlamento, fue en sus proximidades donde Tancredo de Rohan fue emboscado y asesinado, en 1649.
En la Revolución francesa, el bosque se volvió una zona de maniobras militares. Se evacúan numerosas parcelas agrícolas y se crean algunos edificios militares.
El bosque de Vincennes se acondicionó con su apariencia actual bajo el mandato de Napoleón III por Jean-Charles Alphand, ingeniero y Barillet-Deschamps arquitecto, como contrapunto al Bosque de Boulogne en el otro extremo de París, al estilo de los parques ingleses: se replantaron algunos árboles y se excavaron los cauces de los lagos y los ríos.
La mayoría de las pruebas de los Juegos Olímpicos de 1900 se disputaron en el bosque de Vincennes, el cual se incorporó oficialmente a París en 1929, así como el castillo que volvió de nuevo en 1934 al término municipal de Vincennes.

## Características

Bois de Vincennes

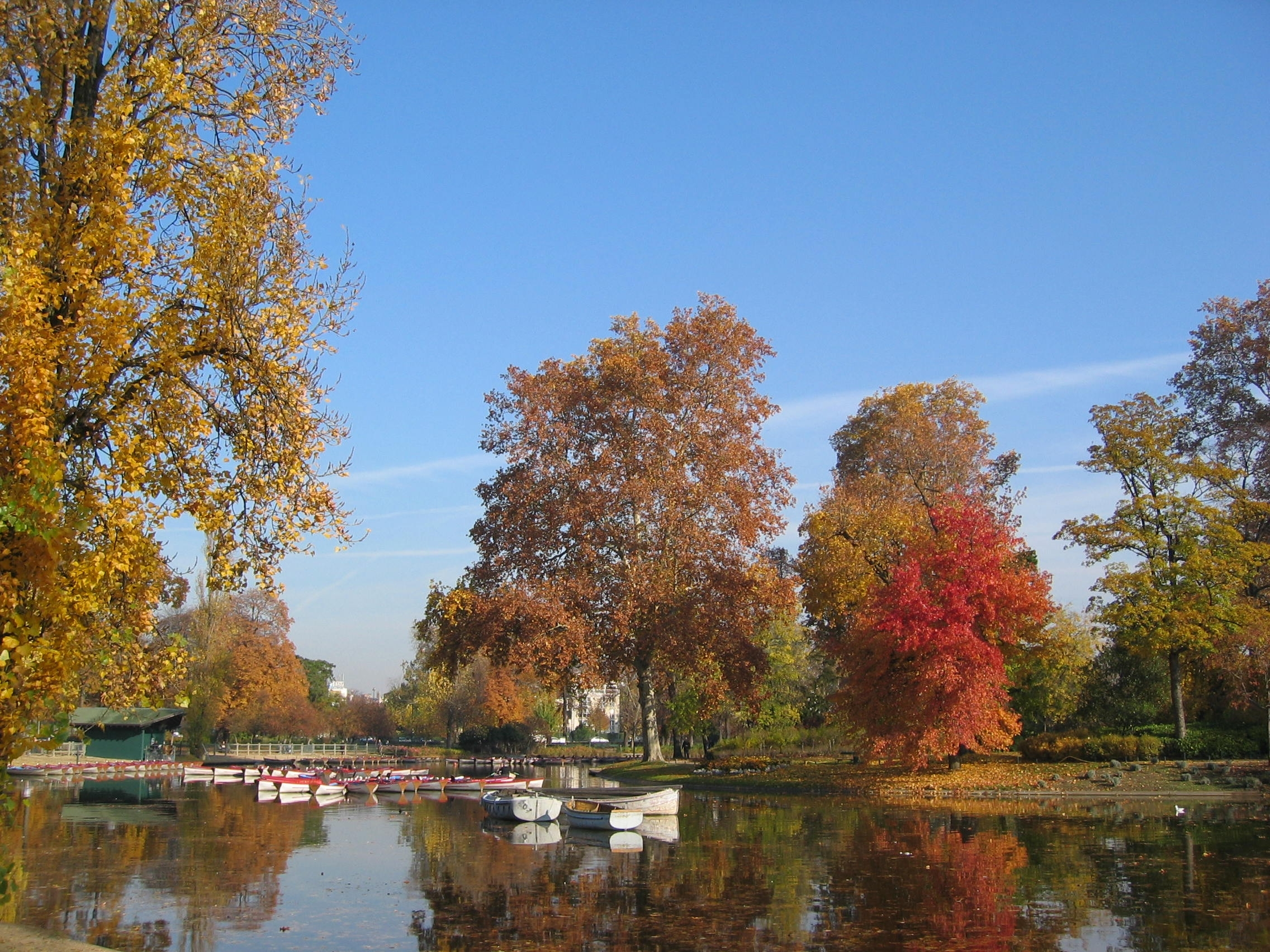
El Bosque de Vincennes en otoño.

### Instalaciones
Varias instalaciones utilizan el espacio del bosque de Vincennes:
- el campo de carreras de caballos del hipódromo de Vincennes
- el castillo de Vincennes acceso línea 1 del metro
- la école du Breuil
- el Instituto Nacional de Deportes y Educación Física
- el jardín tropical, creado para la exposición colonial de 1907, acceso Nogent RER línea A.
- el jardín de flores
- el Parque Zoológico de París (acceso por la parada de metro Porte Dorée)
- la Redoute de Gravelle
- el templo budista, sobre los bordes del lago Daumesnil, en los antiguos pabellones de Camerún y Togo de la Exposición colonial internacional, acceso por Escudo Dorado de la línea 8 del metro.
- el teatro de la Fábrica de cartuchos de Vincennes.
- el velódromo J. Anquetil, denominado «Cipale», acceso por metro Libertad, línea 8. En la primavera, el bosque acoge también a la feria del Trono sobre el césped de Reuilly, en el extremo Oeste.

### Lagos
El bosque de Vincennes alberga varios lagos, abastecidos por una red de ríos a partir del Marne: 
- El lago de Gravelle, situado al sureste, sirve de reserva para los otros lagos
- El lac des minimes, al noreste, implica dos islas
- El lago de Saint-Mandé, al noroeste
- El más grande de todos, el lac Daumesnil, se sitúa en la extremidad occidental del bosque. Implica por otra parte dos islas, la île de Reuilly y la île de Bercy, accesibles por puentes.

### Carreteras
El bosque de Vincennes está cruzado por varias carreteras, alguna de ellas accesible a los vehículos motorizados.

## Comunidades vecinas
Se sitúan varios municipios muy cerca del bosque de Vincennes. Comenzando por el Noroeste del parque y en el sentido de las agujas de un reloj, se encuentra:
- Saint-Mandé
- Vincennes
- Fontenay-sous-Bois
- Nogent-sur-Marne
- Joinville-le-Pont
- Saint-Maurice
- Charenton-le-Pont